# Schraubensicherungslack

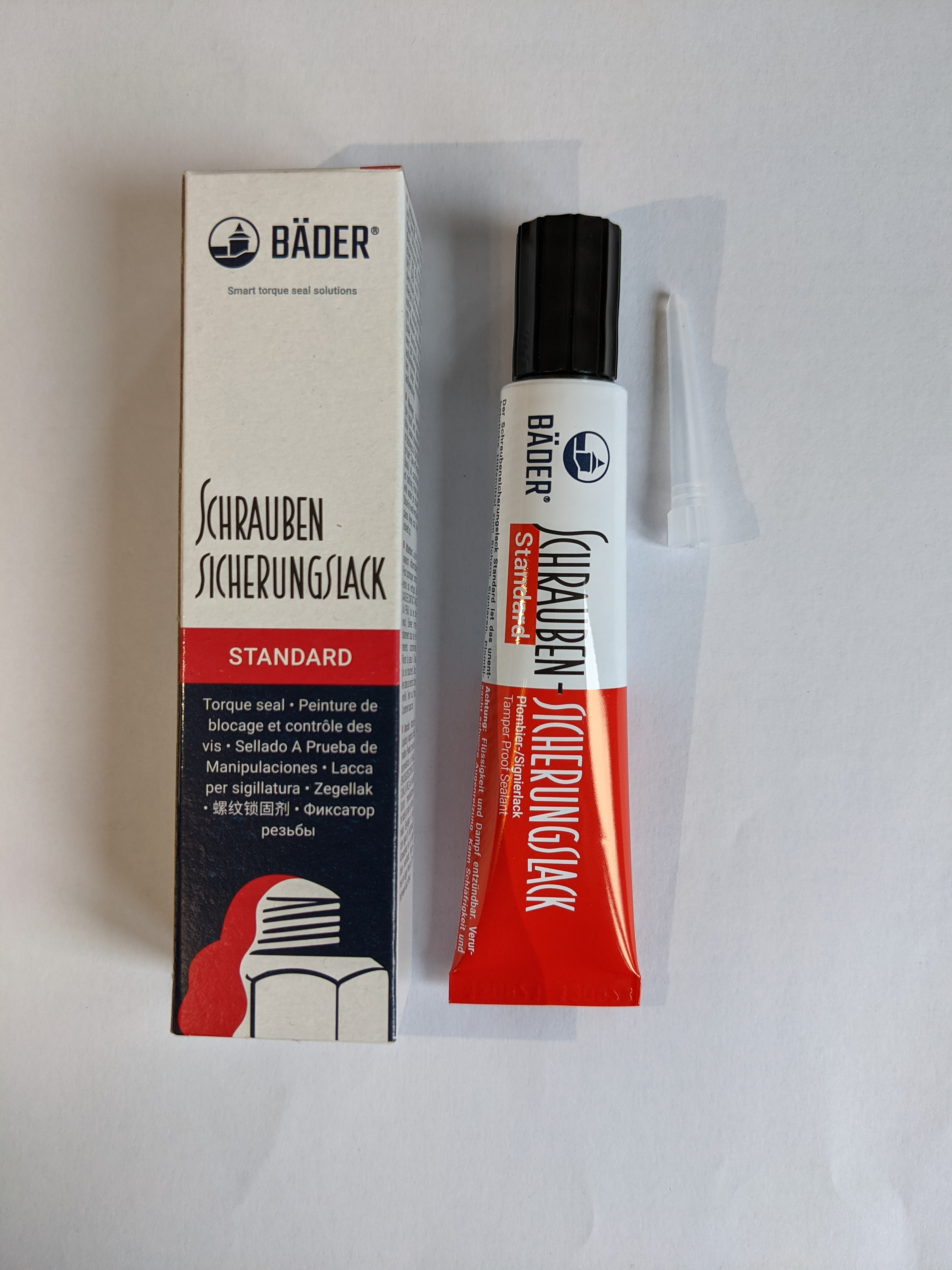
Tube Schraubensicherungslack

Schraubensicherungslack oder Plombierlack ist ein Lack, welcher auf Schraub-, Steck- und Gehäuseverbindungen angebracht wird und dort in aller Regel als „visuelle Sicherheitsmarkierung“ oder als Siegel fungiert. Schraubensicherungslack ist in unterschiedlichen Farben und als Klarlack erhältlich. Die meisten aktuell auf dem Markt erhältlichen Schraubensicherungslacke sind auf Lösemittelbasis, jedoch gewinnen umweltverträglichere Varianten, z. B. Schraubensicherungslacke auf Wasserbasis (VOC-frei), in den letzten Jahren verstärkt an Bedeutung, da sie deutlich schonender für Mensch und Natur sind. (Schraubensicherungslack hat die Funktion einer Versiegelung; zum Thema der Losdrehsicherung siehe Schraubensicherung.)

## Begriff
Aufgrund der vielen verschiedenen Anwendungsfelder existieren unterschiedlichste Begrifflichkeiten, welche dem Überbegriff „Schraubensicherungslack“ zugeordnet werden können. Dazu gehören: Plombierlack; Plombenlack; Schrauben-Siegellack; Siegellack; Sicherheitsversiegelung; Sicherungslack; Sicherungsmarkierung; Markierungslack; Schraubenkennzeichnungslack; Kennzeichnungslack.

## Anwendung

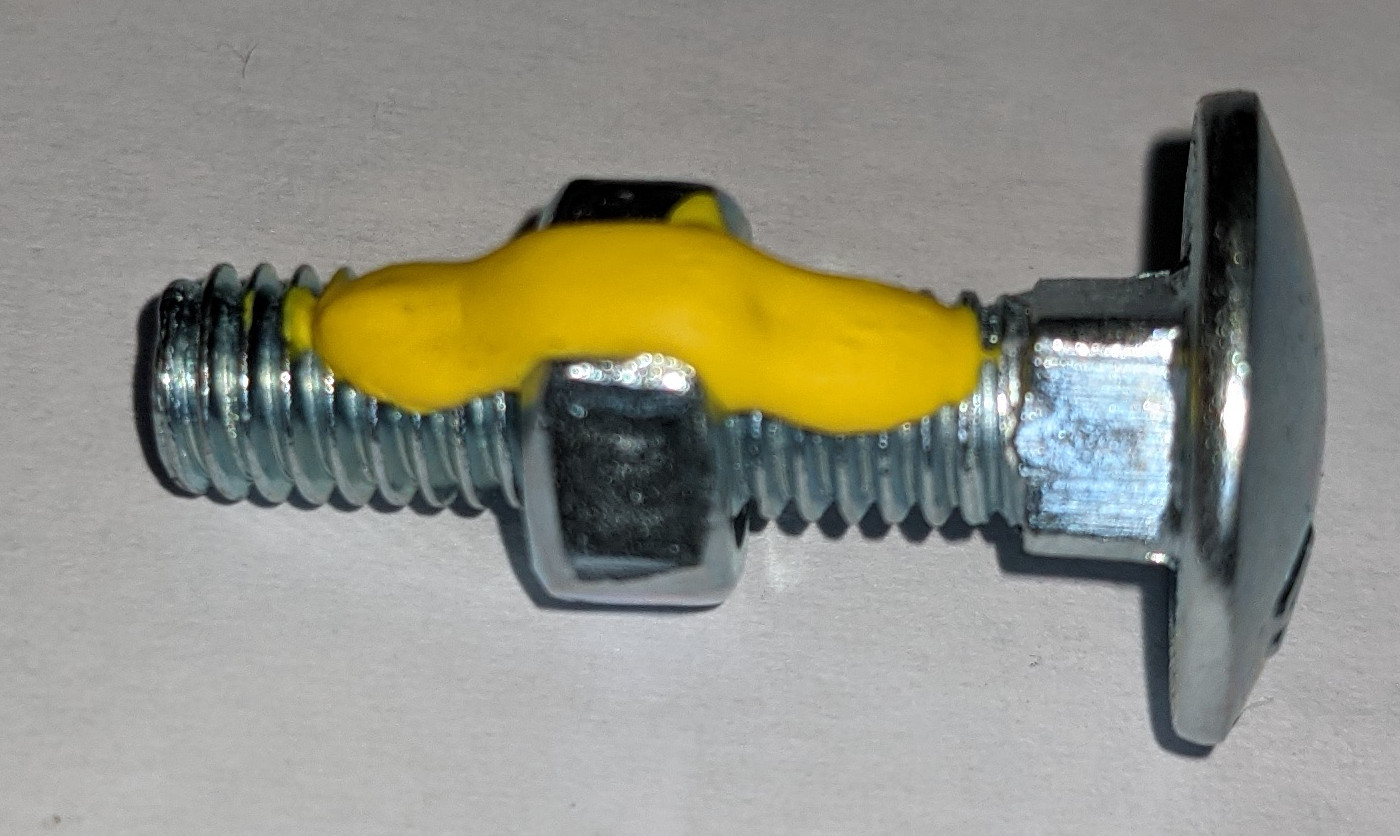
Mit Schraubensicherungslack gesicherte Schraubverbindung

Schraubensicherungslack hat viele mögliche Anwendungsfelder. Er findet sowohl Anwendung als Originalitätsnachweis, Manipulationsschutz und Öffnungsnachweis, als auch zur Warensicherung und ist somit in fast jeder Industrie von sicherheitstechnischer Relevanz. Flächendeckende Anwendung findet Schraubensicherungslack in der Automobilindustrie, der Unter- und Überwasserfahrt, der Luftfahrt- und Raumfahrtindustrie, der Schienen- und Bahnindustrie, der Elektronikindustrie, dem Maschinenbau und der Feinmechanik. Als Grundregel lässt sich sagen, dass überall dort, wo Schrauben und andere Verbindungselemente verarbeitet werden, in irgendeiner Weise auch Schraubensicherungslack verwendet wird.
Aufgrund der vielfältigen Anwendungsmöglichkeiten von Schraubensicherungslacken haben sich über die Jahre fünf verschiedene Hauptanwendungsfelder herauskristallisiert:
1. Visueller Lockerungs-Indikator
Schraubensicherungslack wird als Visueller-Lockerungs-Indikator verwendet, um ein Lösen/Lockern von sicherheitsrelevanten Schraubverbindungen sofort zu erkennen.
2. Visuelle Prüfmarkierung
Schraubensicherungslack wird als Visuelle Prüfmarkierung verwendet, um anzuzeigen, dass eine Schraubverbindung bereits ordnungsgemäß festgezogen oder ein sonstiges Werkstück überprüft/freigegeben wurde.
3. Manipulations-Indikator
Schraubensicherungslack wird als Manipulations-Indikator verwendet, um anzuzeigen, ob Schraubverbindungen oder Bauteile unberechtigt gelöst wurden.
4. Zuordnungs-Markierung
Schraubensicherungslack wird als Zuordnungs-Markierung verwendet, um anzuzeigen, welche Stelle in der Produktionskette (z. B. Produktion, Installation, Wartung) als letztes an dem vorliegenden Werkstück gearbeitet hat.
5. Schraubensicherung
Schraubensicherungslack wird nicht als Schraubensicherung verwendet, um Schraubverbindungen zu sichern. Dies ist von einer Schraubensicherung zu unterscheiden.

## Applikation
Schraubensicherungslack wird meist in 15–50-ml-Tubengebinden verwendet. Jedoch findet er in den letzten Jahren auch verstärkt in automatisierten Applikationsprozessen Anwendung, bei denen in der Regel Kartuschen (10–240-ml-Gebinde) verwendet werden. Er wird zudem für bestimmte Anwendungen auch in Glas- oder Plastikflaschen mit integriertem Pinsel im Deckel vertrieben.
Bei der Anwendung sollte der zu sichernde Untergrund (d. h. die Schraube oder das Verbindungselement) gründlich von Öl, Fett, Feuchtigkeit und Rost gesäubert sein. Der Schraubensicherungslack wird dann per Tube, Kartusche oder Pinsel auf die zu sichernde Stelle aufgetragen/aufgetropft. Nachdem das Lacksystem vollständig durchgetrocknet ist fungiert der Schraubensicherungslack sodann als Siegel und bricht, sobald die Schraubverbindung oder das entsprechende Verbindungselement sich lockert oder geöffnet wird.

## Varianten
Aufgrund der mannigfaltigen Anwendungsmöglichkeiten von Schraubensicherungslacken gibt es auch ein sehr breites Anforderungsprofil an diese. Hierzu gehört, unter anderem:
- Verträglichkeit für Mensch und Natur
- Trocknungsgeschwindigkeit
- Lösemittelbeständigkeit
- Temperaturbeständigkeit
- Salzsprühbeständigkeit
- Fließverhalten (Unterscheidung zwischen „Flow“ und „Anti-flow“)
- Bruchverhalten
- Leitfähigkeit
- Lebensmittelechtheit

Darüber hinaus erfreuen sich individuelle/kundenspezifische Schraubensicherungslacke (umgangssprachlich beschrieben als „DNA Schraubensicherungslacke“) immer größerer Beliebtheit. Bei diesen Sicherungslacken handelt es sich um Lacksysteme, bei welchem der Lack durch einen individuellen auslesbaren Code direkt einem Anwender zugewiesen ist. Diese Sicherungslacke ermöglichen es Anwendern von Schraubensicherungslacken zu überprüfen, ob die gesicherte/plombierte Schraubverbindung oder das gesicherte/plombierte Verbindungselement tatsächlich von ihnen selber gesichert/plombiert wurde oder nicht.
Es gibt mittlerweile auch Schraubensicherungslack-Entferner auf dem Markt.

## Inhaltsstoffe
Schraubensicherungslack besteht vorwiegend aus einem Bindemittel, typischerweise Nitrocellulose (Nitrolack), das in einem Lösungsmittel (z. B. Butylacetat oder Ethylacetat) gelöst ist. Bei farbigen Lacken kommen Farbpigmente (z. B. Eisenoxid oder Titandioxid) hinzu; auch weitere Stoffe wie Harze, Weichmacher und Füllstoffe (z. B. Calciumcarbonat) können verwendet werden.

### Problematische Inhaltsstoffe
Einige Inhaltsstoffe in manchen Schraubensicherungslacken können umwelt- und gesundheitsschädlich sein. Zu nennen sind hier vor allem organische Lösungsmittel, welche nachweislich krebserzeugend sind (z. B. Solvent Naphtha).
Des Weiteren enthalten noch einige Schraubensicherungslacke Lösungsmittel, welche sehr unangenehme Gerüche haben (wie z. B. Butanon).

## Abgrenzung
Umgangssprachlich wird der Begriff „Schraubensicherungslack“ fälschlicherweise teilweise mit einer Schraubensicherung (Gewindeklebstoff) verwechselt. Hierbei handelt es sich jedoch nicht um einen Lack, sondern um einen Klebstoff, welcher in das Schraubengewinde eingetragen wird, um das ungewollte Lösen der Schraube zu verhindern.